# Guglielmo III di Sicilia
Guglielmo III di Sicilia, o Guglielmo III d'Altavilla anche Guglielmino (1185 – Hohenems, 1198 circa), è stato Re di Sicilia dal 20 febbraio al 25 dicembre 1194, con la reggenza della madre Sibilla. Fu l'ultimo discendente della dinastia Altavilla a regnare sul Regno di Sicilia prima della Dinastia Sveva.

## Biografia
Guglielmo III nacque nel 1185, figlio secondogenito maschio di Tancredi e di Sibilla di Medania. L'erede al trono era suo fratello maggiore Ruggero III di Sicilia che dal 1192 aveva affiancato il padre, ma morì nel dicembre 1193 (o gennaio 1194) all'età di 19 anni. Il re Tancredi morì poco dopo, a 55 anni. Gli successe così al trono Guglielmo III, di soli 9 anni, con la reggenza della madre Sibilla.
Nel luglio di quello stesso anno l'imperatore Enrico VI si accinse a scendere nuovamente in Italia per conquistare il trono del Regno di Sicilia (che pretendeva avendo sposato Costanza d'Altavilla); Napoli si arrese subito all'imperatore, il quale proseguì verso la Sicilia, sbarcando con l'esercito a Messina, che fu messa a ferro e a fuoco. Sibilla cercò in tutti i modi di proteggere almeno Palermo, ma non poté fare nulla; si oppose con coraggio, fin quando la capitale Palermo capitolò e fu conquistata a dicembre; il 25 dicembre Enrico VI si incoronò re di Sicilia e poté annettere il regno siciliano al Sacro Romano Impero. In cambio del trono a Guglielmo e alla madre venne offerta la contea di Lecce, ma pochi giorni dopo (il 28 dicembre) Enrico accusò Sibilla di complotto e fece arrestare lei, suo figlio, le figlie e tutta la nobiltà a loro fedele.

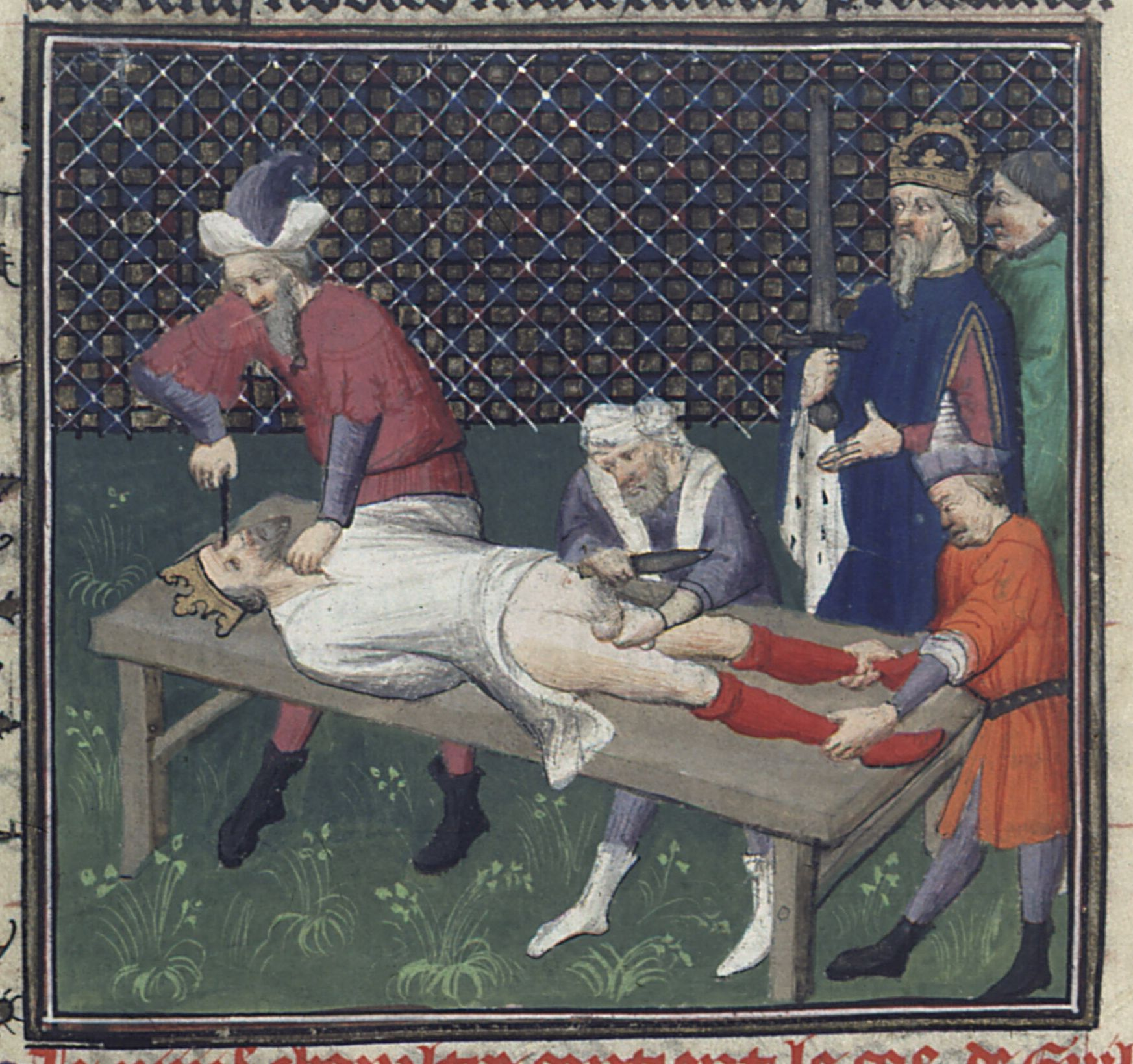
La morte di Guglielmo III

Sibilla e le sue figlie furono incarcerate in un monastero in Alsazia e liberate solo dopo la morte di Enrico VI, avvenuta nel 1197. Guglielmo, secondo la testimonianza del cronista Ruggero di Hoveden, fu accecato e castrato, quindi deportato in Germania, dove visse in uno stato di semi-prigionia fino alla sua morte, avvenuta nel 1198, a 13 anni. Secondo un'altra (e poco probabile) versione sarebbe sopravvissuto fino al 1232, quando sarebbe stato scoperto e fatto giustiziare da Federico II.

## Ascendenza
|                          |   |                     | Genitori             |  |  | Nonni |  |  | Bisnonni              |  |  | Trisnonni            |  |
|                          |   |                     |                      |  |  |       |  |  | Ruggero II di Sicilia |  |  | Ruggero I di Sicilia |  |
|                          |   |                     |                      |  |  |       |  |  | Ruggero II di Sicilia |  |  | Ruggero I di Sicilia |  |
|                          |   | Adelasia del Vasto  |                      |  |  |       |  |  | Ruggero II di Sicilia |  |  |                      |  |
| Ruggero III di Puglia    |   |                     |                      |  |  |       |  |  | Ruggero II di Sicilia |  |  |                      |  |
|                          |   | Elvira di Castiglia | Alfonso VI di León   |  |  |       |  |  |                       |  |  |                      |  |
|                          |   | Elvira di Castiglia | Alfonso VI di León   |  |  |       |  |  |                       |  |  |                      |  |
|                          |   | Elvira di Castiglia | Isabella di Siviglia |  |  |       |  |  |                       |  |  |                      |  |
| Tancredi di Sicilia      |   | Elvira di Castiglia |                      |  |  |       |  |  |                       |  |  |                      |  |
|                          |   | Accardo II di Lecce | Goffredo II di Lecce |  |  |       |  |  |                       |  |  |                      |  |
|                          |   | Accardo II di Lecce | Goffredo II di Lecce |  |  |       |  |  |                       |  |  |                      |  |
|                          |   | Accardo II di Lecce | ?                    |  |  |       |  |  |                       |  |  |                      |  |
| Emma dei conti di Lecce  |   | Accardo II di Lecce |                      |  |  |       |  |  |                       |  |  |                      |  |
|                          |   | ?                   | ?                    |  |  |       |  |  |                       |  |  |                      |  |
|                          |   | ?                   | ?                    |  |  |       |  |  |                       |  |  |                      |  |
|                          |   | ?                   | ?                    |  |  |       |  |  |                       |  |  |                      |  |
| Guglielmo III di Sicilia |   | ?                   |                      |  |  |       |  |  |                       |  |  |                      |  |
|                          | ? | ?                   |                      |  |  |       |  |  |                       |  |  |                      |  |
|                          | ? | ?                   |                      |  |  |       |  |  |                       |  |  |                      |  |
|                          | ? | ?                   |                      |  |  |       |  |  |                       |  |  |                      |  |
| Rainaldo d'Aquino        | ? |                     |                      |  |  |       |  |  |                       |  |  |                      |  |
|                          |   | ?                   | ?                    |  |  |       |  |  |                       |  |  |                      |  |
|                          |   | ?                   | ?                    |  |  |       |  |  |                       |  |  |                      |  |
|                          |   | ?                   | ?                    |  |  |       |  |  |                       |  |  |                      |  |
| Sibilla di Medania       |   | ?                   |                      |  |  |       |  |  |                       |  |  |                      |  |
|                          |   | ?                   | ?                    |  |  |       |  |  |                       |  |  |                      |  |
|                          |   | ?                   | ?                    |  |  |       |  |  |                       |  |  |                      |  |
|                          |   | ?                   | ?                    |  |  |       |  |  |                       |  |  |                      |  |
| Cecilia di Medania       |   | ?                   |                      |  |  |       |  |  |                       |  |  |                      |  |
|                          |   | ?                   | ?                    |  |  |       |  |  |                       |  |  |                      |  |
|                          |   | ?                   | ?                    |  |  |       |  |  |                       |  |  |                      |  |
|                          |   | ?                   | ?                    |  |  |       |  |  |                       |  |  |                      |  |
|                          |   | ?                   |                      |  |  |       |  |  |                       |  |  |                      |  |